# 切斯特伯爵阿方索
切斯特伯爵阿方索（英語：Alphonso, Earl of Chester，1273年11月24日—1284年8月19日），英格蘭國王愛德華一世的第三子，母親是卡斯提爾國王費爾南多三世的女兒埃莉諾。
阿方索的長兄約翰在他出生前即夭折。1274年，阿方索的次兄亨利去世，阿方索成為英格蘭王儲。1284年阿方索於溫莎城堡去世，弟弟愛德華成為王位繼承人，即日後的愛德華二世。